# Elaphoglossum glabrescens
Elaphoglossum glabrescens là một loài dương xỉ trong họ Dryopteridaceae. Loài này được A. Vasco mô tả khoa học đầu tiên năm 2011.